# Sonic Advance
Sonic Advance (ソニックアドバンス, Sonikku Adobansu) é um jogo da série Sonic the Hedgehog, lançado para Game Boy Advance no Japão em 2001, e na América do Norte e regiões PAL em 2002. Foi o primeiro jogo da série a ser lançado em um console da Nintendo, empresa com quem disputou o mercado de games na década de 90.

## Jogabilidade
A plataforma em 2D de Sonic Advance faz o jogo lembrar muito da série clássica, mas o jogo não apresenta uma velocidade boa, sendo esse um dos pontos negativos apontado pelos jogadores.
As habilidades, em geral, também são as mesmas. Sonic, Tails e Knuckles contém o Spin Dash, além do pulo comum. Sonic contém o Insta-Shield, igual a Sonic 3. Apertando o botão B, Sonic dá uma cambalhota e depois uma rasteira.
Tails, além de permanecer como na série clássica, ganha um novo ataque - ele utiliza seu rabo para golpear o adversário. Knuckles, além de planar e escalar, ganha uma sequência de super socos.
Apenas Amy não se encaixa com essa jogabilidade. Ela não pode nem mesmo girar. assim não atacando pula como os outros. A ouriça utiliza seu martelo, Piko Piko Hammer para golpear seus adversários no ar, semelhante ao Insta-Shield de Sonic, assim como para ganhar mais impulso nos saltos e molas.

### Outros modos
Há outros dois modos de jogo em Sonic Advance: O Tiny Chao Garden e o Modo Multijogador. No modo multijogador é possível jogar com até 4 pessoas no modo Race, que é uma corrida pelas fases do jogo. No Tiny Chao Hunt os jogadores terão que procurar pelos Chaos que estão espalhados pelas fases. O modo Tiny Chao Garden é similar a um modo de animal de estimação virtual, onde o jogador cuida do seu Chao.